# Lasioglossum timberlakei
Lasioglossum timberlakei är en biart som beskrevs av Mcginley 1986. Lasioglossum timberlakei ingår i släktet smalbin, och familjen vägbin. Inga underarter finns listade i Catalogue of Life.